# Michael Joseph Owens

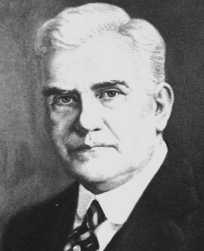
Michael Joseph Owens

Michael Joseph Owens (* 1. Januar 1859 in Mason County, West Virginia; † 27. Dezember 1923) war ein US-amerikanischer Erfinder. 
Owens war der Sohn eines Bergmanns. Von seinem 10. Lebensjahr an arbeitete er als Glasmachergehilfe in Wheeling. 
Weltweites Aufsehen erregte seine Erfindung der Automatischen Glasblasmaschine, die er 1903 vorstellte. Owens Maschine änderte in den darauf folgenden Jahren das Erscheinungsbild der gesamten Hohlglasindustrie. Der US-amerikanische Glashersteller Owens-Illinois ist nach ihm benannt.